# Tomislav Mužek
Tomislav Mužek (Siegen, Njemačka, 28. svibnja 1976.) je hrvatski tenor.
Tomislav Mužek prvu je naobrazbu stekao na Glazbenoj školi u Varaždinu i nastavio se školovati na Sveučilištu za glazbu i dramsku umjetnost u Beču. Mužek je 1999. osvojio prvu nagradu na međunarodnom pjevačkom natjecanju Ferruccio Tagliavini, diplomirao i počeo solističku karijeru angažmanom za male uloge u Bečkoj državnoj operi. Godine 2000. potpisao je dvogodišnji angažman u Bremenu i tamo pjevao glavne uloge.
Nakon bremenskog angažmana ubrzo slijede milanska Scala, Bavarska državna opera u Münchenu, Hamburgu, Dresdenu, Bayreutski festival, Firenza, Genova, Opera de Bastille Paris, NNT Tokio te suradnje s dirigentima Zubinom Mehtom, Pierreom Boulezom, Bernardom Haitinkom, Danieleom Gattijem, Gustavom Dudamelom, Gianandreom Nosedom, Riccardom Mutijem, Myun Whun Chungom, Vjekoslavom Šutejom, Christianom Thielemannom, Andrisom Nelsonsom, Ivanom Repušićem i drugima.
Od 2003. do 2010. bio je stalni član ansambla Opere HNK Split; od 2011. do 2014. član Hrvatske zajednice samostalnih umjetnika (HZSU), a od 2014. do 2016. bio je stalni član ansambla prestižne Semperopere u Dresdenu.
Njegov repertoar obuhvaća uloge kao što su primjerice: Don Ottavio (Don Giovanni), Tamino (Čarobna frula), Rodolfo (La Boheme), Pinkerton (Madama Butterfly), Edgardo (Lucia di Lammermoor), Nemorino (Ljubavni napitak), Faust, Lensky (Evgenij Onjegin), Max (Der Freischütz), Erik (Ukleti Holandez), Lohengrin, Walther von Stolzing (Majstori pjevači iz Nürnberga), Don Carlo, Florestan (Fidelio) itd.
Dobitnik je Nagrade hrvatskog glumišta za ulogu "Nemorina" iz opere "Ljubavni napitak" Gaetana Donizettija (produkcija HNK Split).
Dobitnik je godišnje nagrade "Vladimir Nazor" za 2009. godinu, te Nagrade hrvatskog glumišta za ulogu "Fausta" iz istoimene opere Charlesa Gounoda (produkcija HNK Split).
Od 2016. do 2022. bio je nacionalni prvak opere HNK Zagreb.
2019. odlikovan je Redom Danice hrvatske s likom Marka Marulića.

## Albumi
- Grad Ludbreg (2017.; s Dubravkom Krušelj Jurković i Franjom Petrušancem)[2]

## Ostalo

### TV koncerti
- "Svečani koncert u povodu Dana Državnosti - HNK u Zagrebu" kao operni solist (2020.)

## Vanjske poveznice
- Tomislav Mužek, službene stranice
- Profil na stranici HNK Zagreb